# Рио-Примеро (город)
Рио-Примеро (исп. Río Primero) — город и муниципалитет в департаменте Рио-Примеро провинции Кордова (Аргентина).

## История
В 1888 году через эти места была проведена железная дорога, и здесь была построена железнодорожная станция «Рио-Примеро», названная так в честь одноимённой реки. В районе станции стал быстро расти посёлок, и уже в 1907 году был образован муниципалитет.